# 福门特拉岛
福门特拉岛（西班牙語：Formentera）是地中海西部的一个島嶼，屬西班牙巴利阿里群島的一部分，位於第三大島伊維薩島以南6公里，全島長約19公里。
福門特拉島主要由兩個叢林覆蓋的岬角構成，中間的窪地與白沙海灘相連，旅遊業是最主要經濟和收益來源。
島上人口約7000（2002年），主要城鎮是聖弗朗西斯科。每年七月舉行祭神節活動。
以前福門特拉島只有渡輪前往鄰近的伊維薩島，使得這島嶼的環境十分寧靜，但近年開闢了多條前往西班牙本土的航線，遊客量開始增多。
島北面有S'Espalmador小島，原本被沙灘與福門特拉島分隔開，但海水退卻時兩島就相連起來。

## 外部連結
- Formentera Tourism